# Receptores alfa
Os receptores alfa são receptores pós-sinápticos da adrenalina, presentes em diversas partes do organismo humano, tais como: musculatura lisa vascular, músculo radial, trígono, esfíncteres, neurônios do sistema nervoso simpático e tecidos periféricos. Os segundos mensageiros são IP3 e DAG.

## Estímulo do Receptor alfa-1
- Vasoconstrição
- Midríase
- Contração na ejaculação
- Contração do músculo liso

## Estímulo do Receptor alfa-2
- Diminuição do cAMP
- Secreção diminuída de insulina
- Mediação de efeitos no SNC
- Hipotensão induzida diretamente por estímulo no SNC